# 朱仝

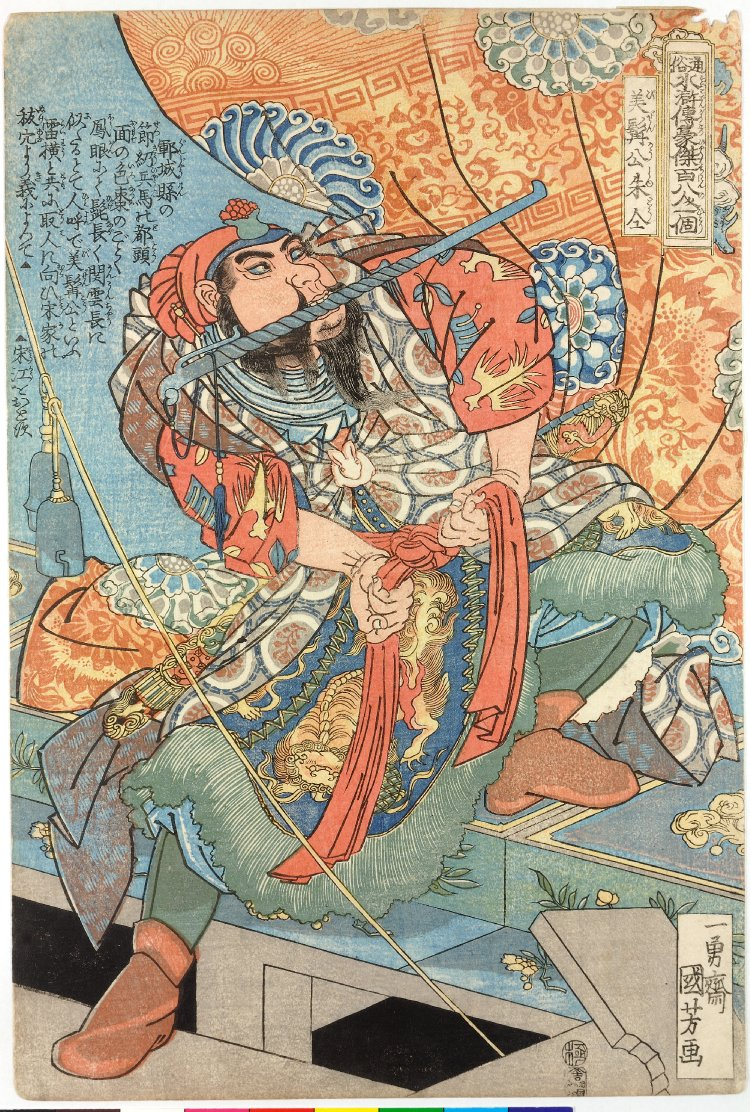
通俗水滸伝豪傑百八人之一個

朱 仝（しゅ どう、Zhū Tóng）は、中国の小説で四大奇書の一つである『水滸伝』の登場人物。なお、「仝」は「同」の異体字（古字）であり、「朱同」と表記されることも多い。

## キャラクター概要
天満星の生まれ変わりで、序列は梁山泊第十二位の好漢。渾名は美髯公（びぜんこう）で、その立派なあごひげを讃えたことに由来する。これは『三国志演義』の武将・関羽の渾名と同じであり、「身長八尺五寸、あごひげ一尺五寸、義に篤く、金や女に恬淡」といったキャラクターの特徴も、関羽を意識したものとなっている。なお、『水滸伝』においては関羽の子孫という設定の関勝という人物がいる。
元は鄆城県の騎兵都頭（役人）。同役で親友の雷横とペアで行動することも多い。梁山泊入りの前は、雷横のほか晁蓋、宋江などと親しかった。

## 物語中での活躍
東渓村の晁蓋ら一味が蔡京へ送られる生辰綱（誕生日の贈り物）10万貫を強奪する事件が起きると、都頭の朱仝は同僚の雷横とともに東渓村を管轄する鄆城県から晁蓋らの捕縛を命を受け派遣されたが、宋江の手引きにより晁蓋らはすでに逃亡していた。その宋江が妾の閻婆借を殺害した折には、宋江捕縛の命令を受けるが、発見した宋江をわざと見逃している。
しばらくして、雷横が踊り子の白秀英から大衆の面前で侮辱されたのに怒り、彼女を殺害する。白秀英は鄆城県の新しい知事の馴染みであったため雷横の死刑は免れず、護送を命ぜられた朱仝は雷横を逃して梁山泊入りを促した。そのため、朱仝は罪人逃亡の責を負って滄州へ流刑となった。流刑地の滄州の知事に気に入られた朱仝は、役所で勤務するようになり、また知事の幼い息子（小衙内）からその長いひげを気に入られてお傅り役としても仕えることとなった。ところが、梁山泊は朱仝の入山を欲しており、すでに仲間となった雷横を派遣して朱仝を説得させるも、現在の知事への忠義を貫き応じなかった。そんななか梁山泊一の乱暴者・李逵が小衙内を殺害したため、進退窮まった朱仝は梁山泊入りを承諾。しかし、李逵だけは許せず、宋江・呉用の機転により、李逵はほとぼりが冷めるまで滄州の大富豪柴進の邸に滞在することとなり、朱仝のみ梁山泊へ入った。やがて柴進の所でも李逵が騒ぎを起こし、高唐州で捕らわれた柴進を救うため梁山泊軍が出動するが、朱仝もそれに加わっている。その後も青州・華州・芒碭山・曾頭市・東昌府攻めなどにも参戦、梁山泊騎馬軍の主要メンバーとなっていく。
百八人の好漢勢揃いの際には、第十二位となり騎兵軍八虎将兼先鋒使の二位となる。かつての相方・雷横とともに梁山泊南口の第三関門を守備した。その後、梁山泊へ宦官童貫が攻めてきた際もよく守り、朝廷へ招安後は、大遼征伐でも活躍。方臘征伐においては敵将の徐方・譚高らを討ち取るなど大活躍を見せる。
都東京へ凱旋後は、保定府都統制となる。悲劇的な最期を迎える好漢が多い中、朱仝はその後も軍功を挙げ、後には劉光世に従って金国軍を打ち破り、太平軍節度使になった。

## 補足
『水滸伝』の原型といわれる『大宋宣和遺事』にも「朱同」はすでに登場している（ただし役柄は異なる）。明代の『水滸伝』絡みの雑劇においてもしばしば名前が登場する。